# Terry Evans
 Terry Evans, właśc. Terrance John Jesse Evans (ur. 4 października 1911 w Ashton upon Mersey, zm. 4 maja 1999 w North Bay) – kanadyjski zapaśnik walczący w stylu wolnym. Olimpijczyk z Berlina 1936, gdzie zajął jedenaste miejsce w wadze średniej.
Złoty medalista igrzysk Imperium Brytyjskiego w 1934 i 1938 roku.

## Letnie Igrzyska Olimpijskie 1936
| Konkurencja      | Rundy eliminacyjne   | Rundy eliminacyjne     | Klas. końcowa |
| Konkurencja      | Przeciwnik I         | Przeciwnik II          | Miejsce       |
| ---------------- | -------------------- | ---------------------- | ------------- |
| 79 kg styl wolny | Émile Poilvé (FRA) P | Leslie Jeffers (GBR) P | 11.           |